# 滝脇宏光

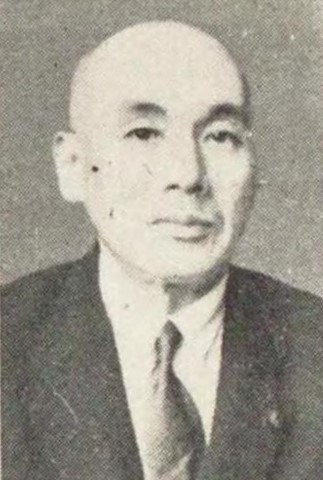
滝脇宏光

滝脇 宏光（瀧脇、たきわき ひろみつ、1888年〈明治21年〉12月13日 - 1964年〈昭和39年〉2月22日）は、大正から昭和期の鉄道官僚、実業家、政治家、華族。貴族院子爵議員。旧姓・古市、旧名・強哉。

## 経歴
帝国大学工科大学学長・古市公威の四男強哉として生まれ、子爵・滝脇信鑰の養子となる。養父の隠居に伴い、1923年（大正12年）4月30日、子爵を襲爵。宏光と改名した。
第七高等学校造士館を経て、1915年（大正4年）東京帝国大学法科大学法律学科（独法）を卒業。同年、鉄道院に入り経理局属となる。1916年（大正5年）11月、文官高等試験行政科試験に合格。以後、鉄道院書記、同副参事兼同総裁秘書、鉄道省事務官兼同大臣秘書官、鉄道省参事官、内閣総理大臣秘書官などを歴任。その他、鉄道会議幹事、電化調査委員会委員、鉄道育英会評議員などを務めた。
実業界では、川越瓦斯社長、伊香保ケーブル鉄道社長、親和企業取締役、親和鉱業取締役、東亜産業開発取締役、東洋資源開発取締役などを務めた。
1925年（大正14年）7月10日、貴族院子爵議員に選出され、1932年（昭和7年）7月9日まで在任。1934年には妻が自殺し、さらに同年、債権者から破産申請の訴訟を起こされる。
1946年（昭和21年）6月28日、貴族院子爵議員補欠選挙で当選し、研究会に所属して活動し、1947年（昭和22年）5月2日の貴族院廃止まで通算2期在任した。研究会では日劇設立を企画し、金主として大川平八郎をかつぎあげた。
墓所は台東区蔵前の西福寺。

## 親族
- 実父：古市公威[12]
- 養父：滝脇信鑰（1893年生） - 父の子爵滝脇信広を6歳で亡くし、襲爵したが、10歳で隠居させられ、宏光を養子とし家督を譲る。[12]
- 先妻：久（ひさ、1896-1934） - 実業家・田口義三郎二女[1]。東京女学館出身[12]。父の義三郎は一橋藩士の子で、東京高等商業学校卒業後、高田商会幹部を経て多くの関連会社の重役を務めた[13]。宏光との間に子を生したが、昭和9年（1934年）に宏光が宮内省に離婚願いを提出した数日後にカルモチンで服毒自殺した[8]。
- 後妻：あき（越石椎三郎五女）[1]
- 養子：平人（南平次長男、孫、二女光の子）[1]
- 二女：光（みつ、南平次の妻、離縁）[1]
- 四女：ひろ子 - 高千穂交易社長・鍵谷武雄と結婚したがのち離婚[14]